# Gestohlene Kindheit
Gestohlene Kindheit ist ein dokumentarisches Filmdrama des Regisseurs Peter Kosminsky aus dem Jahr 1997, das den wahren Fall von Kerry erzählt, welche in ihrer Kindheit über Jahre sexuell missbraucht wurde.

## Handlung
Der Film handelt von der 13-jährigen Kerry (ihr Nachname wird zu ihrem eigenen Schutz nicht genannt), die von der damals 12-jährigen Brooke Kinsella gespielt wird. Kerry geht in die 6. Klasse, zu Hause muss sie den ständigen Streit ihrer Eltern aushalten, die sich letztendlich trennen. Kurz nach der Trennung zieht der neue Lebenspartner der Mutter ein und beginnt Kerry physisch und sexuell zu missbrauchen, doch auch ihre Mutter beteiligt sich hin und wieder beim Missbrauch. Kerrys Vater Jim, der auf dem Bau arbeitet, versucht sie in die Prostitution zu treiben, etwas was ihr bis dahin noch unbekannt ist, bis sie dann von ihrem Vater an einige LKW-Fahrer „ausgeliehen“ wird.
Kerrys Situation zu Hause verschlechtert sich als Jim sowohl Linda als auch ihren Lebenspartner verprügelt, dafür dass sie Kerry missbraucht haben. Daraufhin kehrt Kerry nicht mehr nach Hause zurück. Einer ihrer Lehrer wird plötzlich auf ihre Situation aufmerksam und versucht, sie bei der Kinderfürsorge unterbringen zu lassen. Zusätzlich versuchen der Lehrer, Sozialarbeiter und Freunde für Kerry eine Anzeige wegen sexuellen und körperlichen Missbrauchs gegen ihre Mutter und ihren Lebenspartner zu erstatten. Die Staatsanwaltschaft weigert sich jedoch später, den Fall weiter zu verfolgen auf Grund von Mangel an Beweisen zu den Anschuldigungen. Kerry kommt in eine Pflegefamilie doch auf Grund von Überreaktionen verursacht sie Schäden, zerstört Eigentum und verursacht Chaos, was es ihren Pflegeeltern unmöglich macht, sie zu behalten.
Kerry kommt danach in ein Kinderheim. Dort wird sie von einem vor dem Kinderheim herumlungernden Zuhälter verführt und fängt an sich für Geld zu verkaufen. Ein Sozialarbeiter im Kinderheim beginnt nun auch sie sexuell zu missbrauchen. Da sich Kerry hilflos fühlt besucht sie immer öfter ihren Lehrer und versucht bei ihm einzuziehen, was dieser aber ablehnt, da er sich nicht um sie kümmern kann. Er konsultiert aber einen Freund, der ebenfalls bei der Kinderfürsorge arbeitet, um Kerry irgendwo anders unterbringen zu lassen, wo sie sicherer aufgehoben ist. Doch ihr Fall kann nicht gegenüber Fällen anderer Kinder bevorzugt werden.
Am Ende des Films flieht Kerry und findet ein kleineres aber auch teures Kinderheim in einer mehr ländliche gelegenen Gegend Großbritanniens. Dort weigern sie sich, ihr mit Prostitution erworbenes Geld anzunehmen, nehmen sie aber auf. Durch ihre Traumatisierung gezeichnet schweigt sie die ersten Tage. Als sie schließlich anfängt den Leuten zu vertrauen, beginnt sie auch über das zu reden, was sie erleiden musste.

## Kritik
„Auf tatsächlichen Ereignissen basierende Studie einer ‚Missbrauchskarriere‘, die durch ihre schonungslose Offenheit schockiert und das düstere Bild einer Welt zeichnet, in der ein Kind jegliches Vertrauen zu seinen erwachsenen Bezugspersonen verlieren muss.“

„Can't watch, must watch“

## Hintergrund
Der Film basiert auf einer wahren Begebenheit.